# Kenji Takahashi (philologue)
Kenji Takahashi (高橋 健二, Takahashi Kenji), né le 18 août 1902 dans le quartier Kyōbashi de Tokyo et décédé le 2 mars 1998, est un germaniste et traducteur japonais, en particulier des ouvrages de Hermann Hesse et Erich Kästner. De 1977 à 1981 il est président du PEN club japonais (de).

## Biographie
Takahashi fait la connaissance de Hotsumi Ozaki au cours de ses années de lycée à Tokyo. Après avoir obtenu son diplôme, il poursuit à l'université impériale (université de Tokyo) des études en germanistique qu'il achève en 1925. Il commence par enseigner l'allemand au lycée de Seikei, qui devient plus tard l'université de Seikei. En 1931 il se rend en Allemagne et rencontre en Suisse Hermann Hesse et Erich Kästner qu'il va faire connaître au Japon.  
En 1936 est conclu le Pacte anti-Komintern entre le Japon et l'Allemagne, en 1937 l'Italie s'en rapproche et en 1940 les trois pays de l'Axe Rome-Berlin-Tokyo signent le Pacte tripartite. À cette époque, Takahashi dirige le département de la propagande du Taisei Yokusankai (« Association de soutien à l'autorité impériale »). Pendant son mandat à l'« Association de soutien », il fait connaître la littérature nazie au Japon par la publication de divers écrits, tels que Littérature et culture et Commentaires et Essais. Après la guerre il est nommé professeur à l'université Chūō en 1951 et en 1958 distingué par le prix Yomiuri de littérature (catégorie Recherche/Traductions) pour services rendus à la littérature allemande. D'autres prix lui sont accordés pour ses recherches sur Hermann Hesse et les éditions de littérature pour la jeunesse des œuvres de Kästner et des frères Grimm. En 1969, il reçoit le prix de l'Académie japonaise des arts et devient membre de cette même Académie quatre ans plus tard. À la fin des années 1970, il dirige le Centre PEN japonais. En 1985 enfin, il est nommé Personne de mérite culturel.

## Titres (sélection)
- 1931 : Heine
- 1942 : Bungaku to bunka hyōron to zuihitsu (文学と文化 評論と随筆, Literatur und Kultur - Besprechungen und Essays)